# Cabo San Juan (Guiné Equatorial)
O cabo San Juan é um cabo no território continental da Guiné Equatorial (Rio Muni), localizado a norte de Punta Negra, Baía de Corisco, Punta Corona, e ilha de Corisco, frente ao oceano Atlântico e a São Tomé e Príncipe, a sul de Etembue. 
Administrativamente uma parte da Província Litoral, a sua importância radica no facto de ser o ponto mais ocidental da costa continental da Guiné Equatorial.